# Collenchym

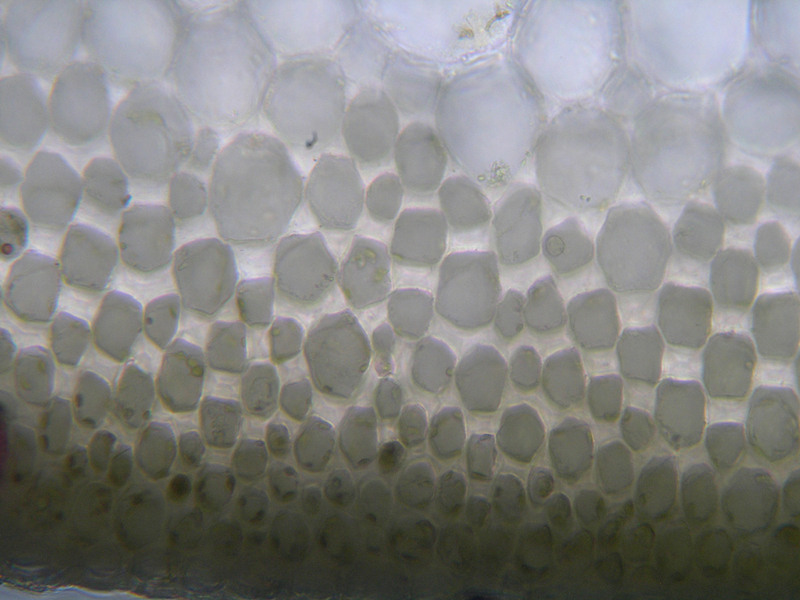
Collenchym van selderij.

Collenchym bij vaatplanten is een levend weefsel, waarvan de celwanden verdikkingen hebben, bestaande uit laagjes cellulose en protopectine, die elkaar afwisselen. Het geeft stevigheid aan kruidachtige stengels en andere kruidachtige delen, zoals bladstengels en bladschijven. Men onderscheidt hoek- en plaatcollenchym op grond van de plaatsverdeling van de wandverdikkingen van de cellen.
De verdikkingen bevinden zich meestal in de hoeken van de cellen, kunnen ook lijsten of platen vormen. Er zijn zelden intercellulaire holten. De cellen zijn levend en blijven meestal ook deelvaardig. De cellen kunnen vezelvormig zijn, met schuine tussenwanden. Ze kunnen ook bladgroen bevatten. Ze komen voor in verschillende lagen onder de opperhuid. Het is een tijdelijk weefsel, want in oudere plantendelen van vaste planten neemt het sclerenchym haar functie over.
Bij levermossen komen collenchymatische cellen voor in de bladeren en de stengel.